# Hebeloma
Hebeloma és un gènere de fongs agaricals dins la família de les himenogastràcies (Hymenogastraceae). Té una distribució cosmopolita, hi pertanyen el bolet verinós (Hebeloma crustuliniforme) i el bolet (H. aminophilum), d'Austràlia occidental, el qual creix sobre restes d'animals.

## Etimologia
El nom del gènere prové del grec Hebe, "jove" i el sufix -loma, "vora" (referint-se al vel dels bolets). Per tant, Hebeloma es tradueix com "vel jove," per tal com que el vel només es veu en espècimens joves.

## Taxonomia
- Hebeloma aestivale Vesterh.
- Hebeloma alboerumpens
- Hebeloma alpinum (J.Favre) Bruchet
- Hebeloma aminophilum R.N.Hilton & O.K.Mill.
- Hebeloma ammophilum Bohus (1978)
- Hebeloma anthracophilum Maire
- Hebeloma araneosa Burds.
- Hebeloma arenosum Burds., Macfall & M.A.Albers
- Hebeloma atrobrunneum Vesterh.
- Hebeloma birrus (Fr.) Gillet
- Hebeloma bruchetii Bon
- Hebeloma candidipes Bruchet
- Hebeloma cavipes Huijsman
- Hebeloma circinans (Quél.) Sacc.
- Hebeloma clavulipes
- Hebeloma collariatum
- Hebeloma crustuliniforme (Bull.) Quél.
- Hebeloma cylindrosporum Romagn.
- Hebeloma domardianum (Maire) Beker, U.Eberh. & Vesterh
- Hebeloma dunense L.Corb. & R.Heim
- Hebeloma fastibile (Pers.) P.Kumm.
- Hebeloma fragilipes Romagn.
- Hebeloma fusipes
- Hebeloma fusisporum Gröger & Zschiesch.
- Hebeloma gigaspermum Gröger & Zschiesch.
- Hebeloma griseopruinatum
- Hebeloma helodes J.Favre
- Hebeloma hetieri Boud.
- Hebeloma hiemale Bres.
- Hebeloma incarnatulum A.H.Sm.
- Hebeloma ingratum Bruchet
- Hebeloma insigne A.H.Sm., V.S.Evenson & Mitchel
- Hebeloma laterinum (Batsch) Vesterh.
- Hebeloma leucosarx P.D.Orton
- Hebeloma marginatulum (J.Favre) Bruchet
- Hebeloma mediorufum Soop
- Hebeloma mediterraneum (A.Gennari) Contu
- Hebeloma mesophaeum (Pers.) Quél.
- Hebeloma microsporum (Alessio & Nonis) Contu
- Hebeloma pallidoluctuosum Gröger & Zschiesch.
- Hebeloma pamphiliense Cittadini, Lezzi & Contu
- Hebeloma parvicystidiatum
- Hebeloma plesiocistum Beker, U. Eberh. & Vila
- Hebeloma populinum Romagn.
- Hebeloma psammophilum Bon
- Hebeloma pseudoamarescens (Kühner & Romagn.) P.Collin
- Hebeloma pusillum J.E.Lange
- Hebeloma radicosum (Bull.) Ricken
- Hebeloma sacchariolens
- Hebeloma sinapizans (Fr.) Sacc.
- Hebeloma sinuosum (Fr.) Quél.
- Hebeloma sordescens Vesterh.
- Hebeloma sordidum Maire
- Hebeloma spoliatum (Fr.) Gillet
- Hebeloma stenocystis J.Favre
- Hebeloma syrjense P.Karst.
- Hebeloma theobrominum Quadr.
- Hebeloma vaccinum Romagn.
- Hebeloma vejlense Vesterh.
- Hebeloma vesterholtii H.J.Beker & U.Eberh.
- Hebeloma victoriense A.A.Holland & Pegler
- Hebeloma vinosophyllum Hongo